# Alonso Muriel y Valdivieso
Alonso Muriel y Valdivieso (Madrid, 8 de juny de 1553-22 de març de 1609) fou un noble castellà, senyor de Torrejón del Rey, conseller i gentilhome de cambra del rei Felip III.

## Biografia
Nascut el 1553 a Madrid, fou batejat el 8 de juny de l'església de San Martín de la mà del seu oncle Gabriel Hernández. Fill de García Muriel, gentilhome de l'emperador Carles V, i de Petronila de Xibaja. La família Muriel havia servit durant molt de temps a la cort ocupant l'escrivania, un càrrec exercit pel pare i l'oncle d'Alonso i, finalment, per ell quan hi renuncià el seu pare en favor seu. D'altra banda, serví com a secretari de cambra i membre del consell durant el regnat de Felip II i Felip III. Però fou especialment protegit a la cort durant el regnat del segon. De fet, Muriel fou aliat, juntament amb altres cortesans, del duc de Lerma en el seu ascens a la cort, a qui ajudà en el seu apropament a l'aleshores encara príncep d'Astúries. Més tard esdevingué senyor de la vila de Torrejón del Rey, quan la va adquirir al rei Felip III el 1606. El rei sempre el tingué en alta estima per la seva lleialtat i els seus mèrits i el nomenà secretari del Despatx Universal, un càrrec que no arribà a exercir a causa de la seva mort el 22 de març de 1609.
Es casà amb Catalina de Medina y Carauz, però no tingueren descendència. Ambdós fundaren i dotaren la capella major de l'església de San Martín, posant al presbiteri el seu escut d'armes i sota d'ell un panteó familiar. Tots dos foren enterrats en el presbiteri al costat de l'evangeli. En no tenir fills, la successió del patronat de la capella i de la senyoria de Torrejón va recaure en el seu nebot, García Muriel, cavaller de l'Orde de Sant Jaume. A tall de curiositat, el carrer de Veneras de Madrid porta el seu nom a causa de les grans veneres –la valva de les vieires– dels escuts d'armes de Muriel que hi havia a la façana de casa seva.